# Placabis
Placabis là một chi bướm đêm thuộc phân họ Tortricinae của họ Tortricidae.

## Các loài
- Placabis placabilis Razowski & Becker, 2000